# Aleksandrów Duży
Aleksandrów Duży (dawn. Aleksandrów) – wieś sołecka w Polsce położona w województwie mazowieckim, w powiecie lipskim, w gminie Sienno.
| SIMC    | Nazwa  | Rodzaj    |
| ------- | ------ | --------- |
| 1054334 | Grzęba | część wsi |

W latach 1975–1998 miejscowość administracyjnie należała do województwa radomskiego.
Wieś jest siedzibą rzymskokatolickiej parafii św. Teresy od Dzieciątka Jezus. We wsi znajduje się także polskokatolicki kościół pw. Matki Bożej Różańcowej.